# Schwäbische Tagwacht

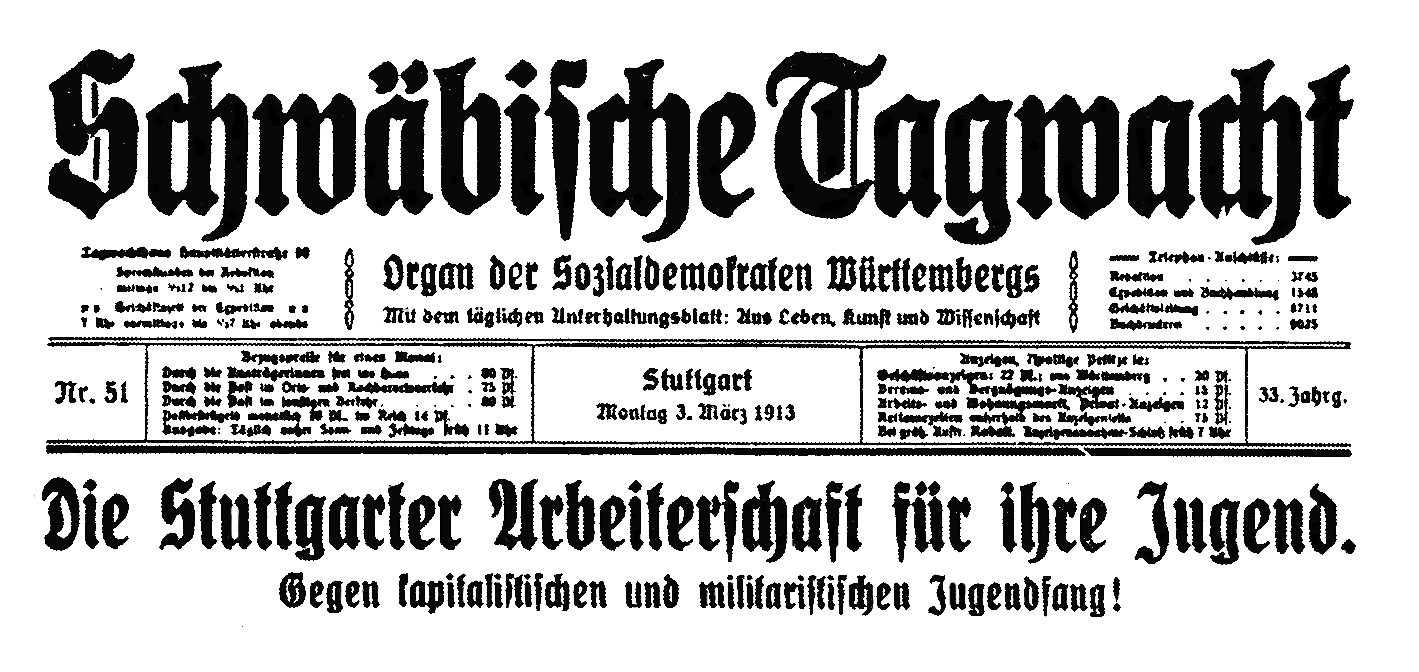
Titelkopf der Schwäbischen Tagwacht von 1913

Die Schwäbische Tagwacht war eine regionale Tageszeitung der SPD, die von 1890 bis 1933 in Stuttgart erschien, bis sie von den Nationalsozialisten verboten wurde.

## Geschichte
Die Schwäbische Tagwacht hatte diverse Vorgängertitel, die zwei- oder dreimal wöchentlich erschienen und als Organ der Stuttgarter Sozialdemokraten dienten: die Süddeutsche Volks-Zeitung (1873–1878), die Stuttgarter Presse (24. Oktober 1878 bis 30. Januar 1879), Das Vaterland (Februar 1879) und schließlich das Schwäbische Wochenblatt (1. April 1882 bis 30. August 1890).

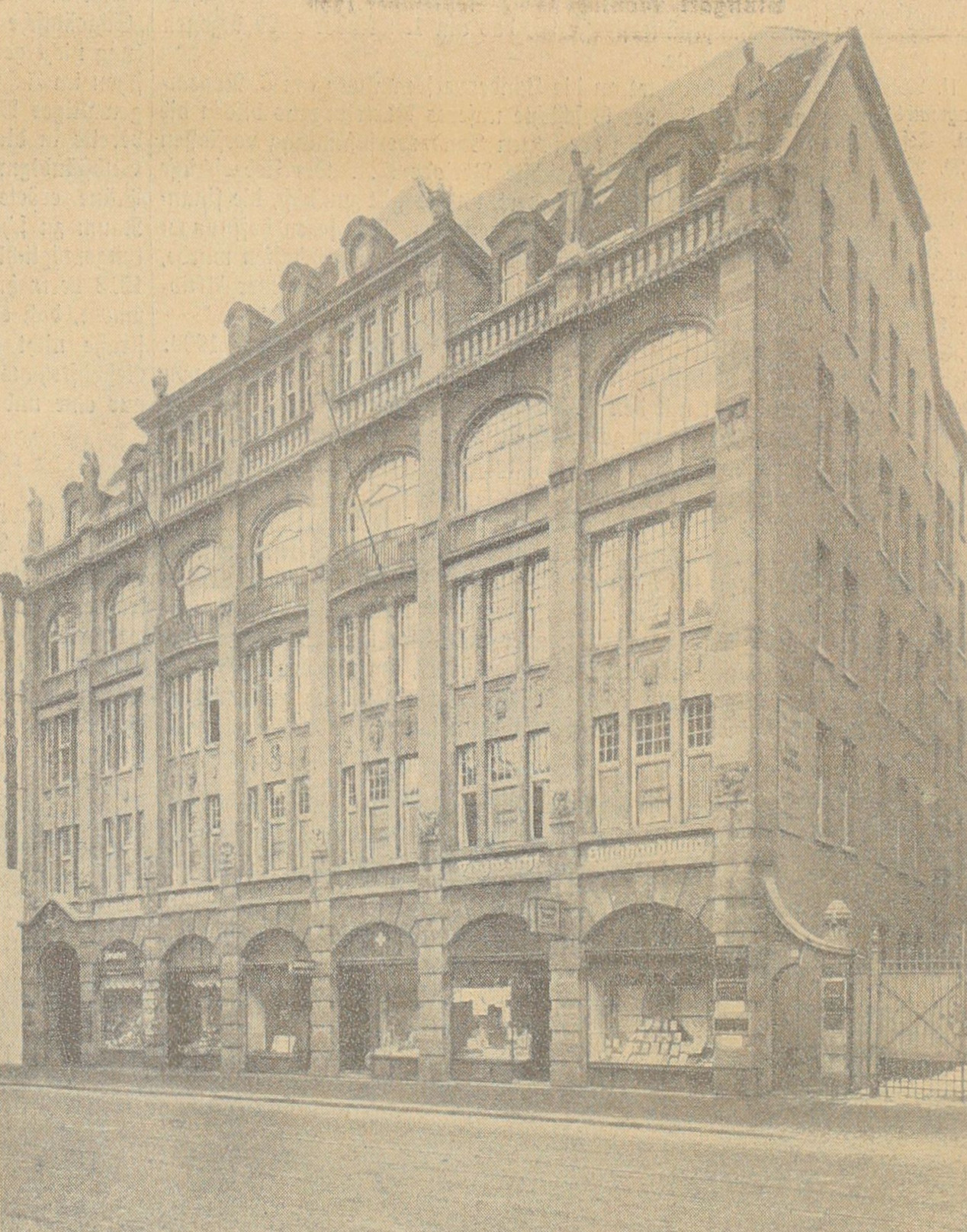
„Tagwacht“-Gebäude in der Friedrichstraße 13 in Stuttgart

Einen Monat vor dem Auslaufen des Sozialistengesetzes, das die organisierte Sozialdemokratie in Deutschland verbot, erschien dann am 1. September  1890 im Stuttgarter Verlag von Johann Heinrich Wilhelm Dietz die erste Ausgabe der Tageszeitung Schwäbische Tagwacht, durch Fortsetzung der Zählung der Vorgängertitel bereits im 10. Jahrgang. Ihrem späteren Untertitel Organ der Sozialdemokraten Württembergs gemäß avancierte die Zeitung zur wichtigsten Informationsquelle der württembergischen Sozialdemokratie. Die Auflage des 6 mal die Woche erscheinenden Blattes betrug 22.000 (1908) und stieg bis 1914 auf 26.000.
Ab 1908 erschienen Kopfblätter der Tagwacht wie die Neckarpost in Ludwigsburg, die Volkszeitung in Esslingen, die Freie Volkszeitung in Göppingen, die Schwarzwälder Volkswacht in Schramberg und die Freie Presse in Reutlingen; bekannte Redakteure der Tagwacht waren Jakob Stern, Wilhelm Keil, Franz Feuerstein, Fritz Ulrich, Arthur Crispien, Friedrich Westmeyer und Kurt Schumacher. Von 1914 bis 1920 erschien in Konkurrenz zur Tagwacht als Organ der USPD Der Sozialdemokrat. 1909 wurde in der Hauptstätterstraße 96 in Stuttgart ein eigenes Geschäftsgebäude für die „Schwäbische Tagwacht“ errichtet. 1925 zog die Zeitung in die Friedrichstraße 13. 
Neben der Zeitung publizierte die Schwäbische Tagwacht auch Bücher und Kleinschriften, und sie betrieb in ihren Räumen eine eigene Buchhandlung.
Am 11. März 1933 wurde die Schwäbische Tagwacht von den neuen nationalsozialistischen Machthabern unter dem Reichskommissar für die württembergische Polizei Dietrich von Jagow verboten.

## Abbildungen

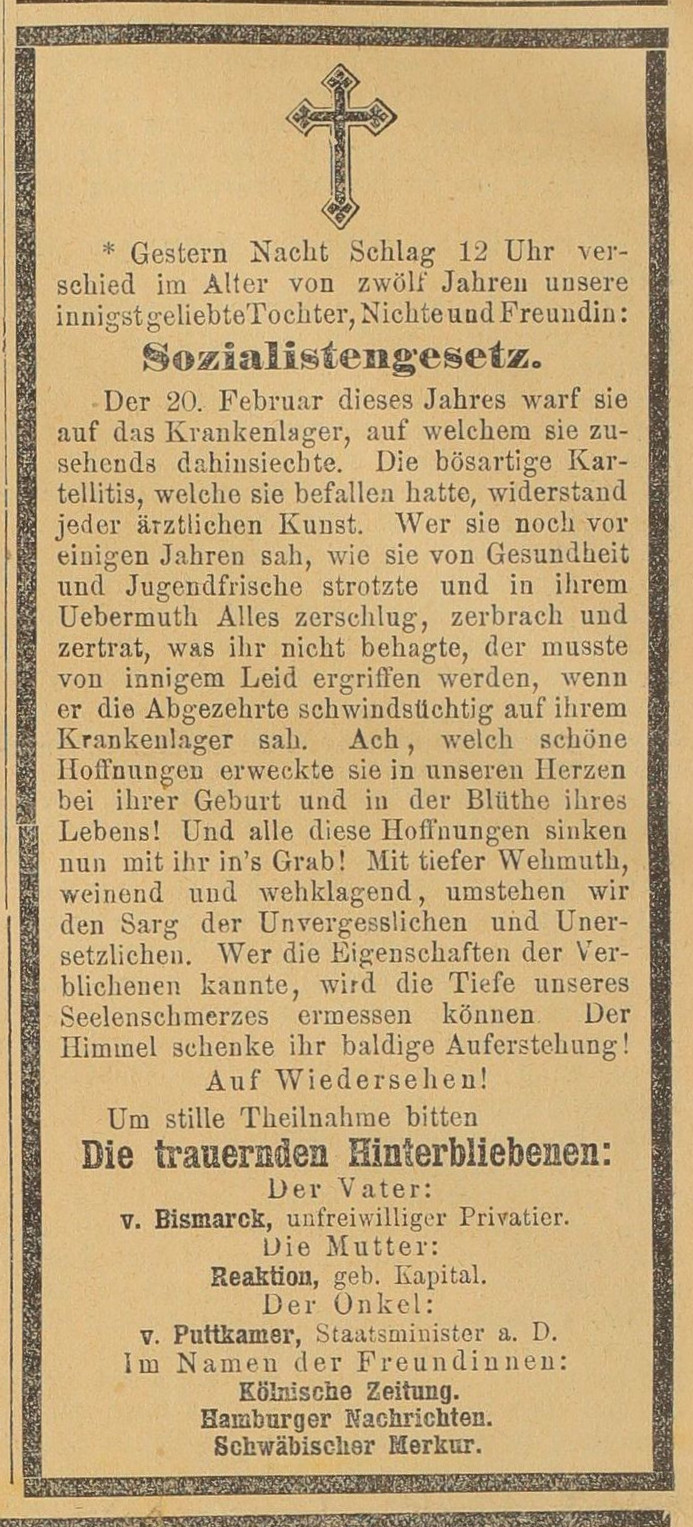
Satirische „Todesanzeige“ für das Sozialistengesetz, 1. Oktober 1890
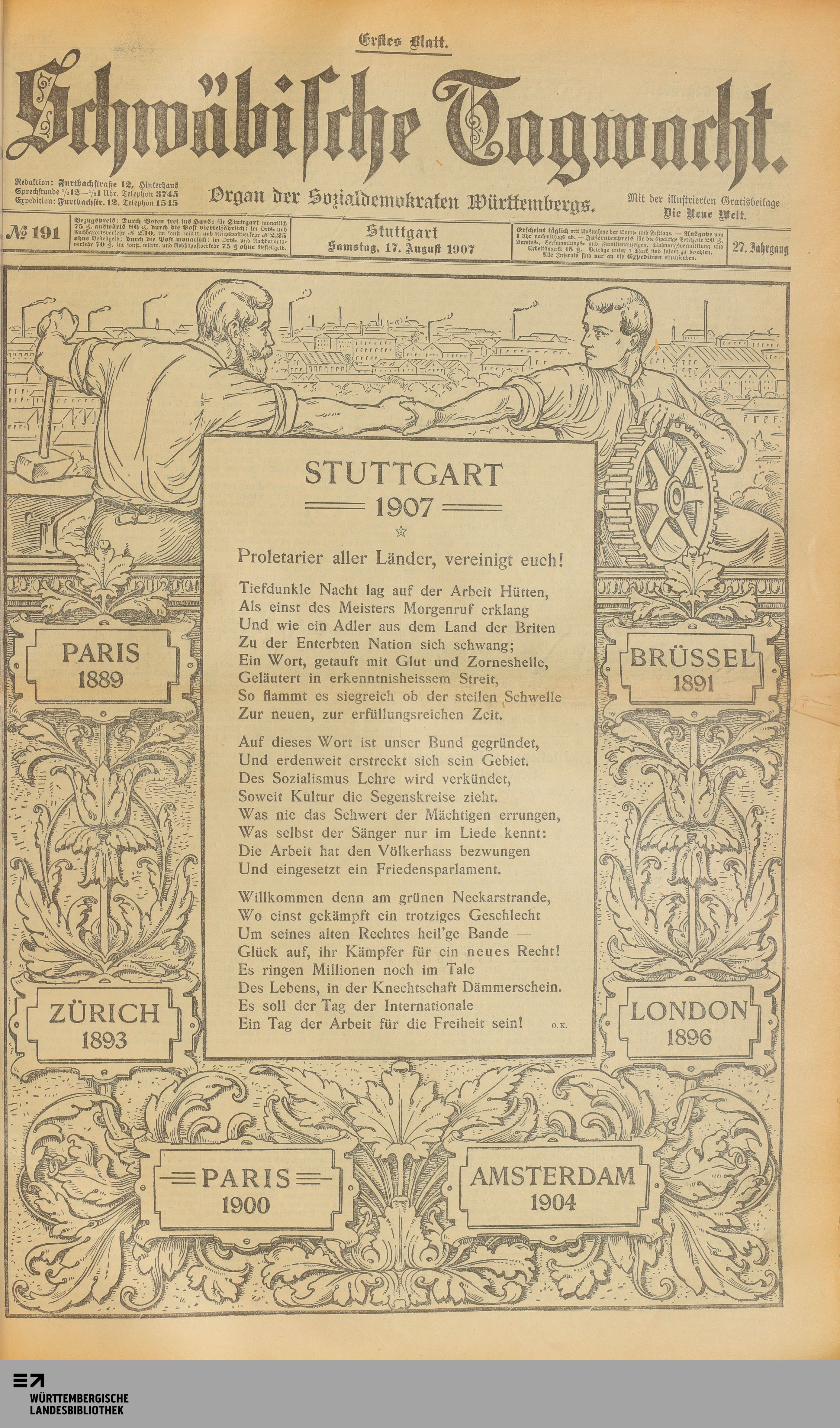
Titelseite der Festnummer zum „Internationalen Sozialisten-Kongress“ in Stuttgart, 1907
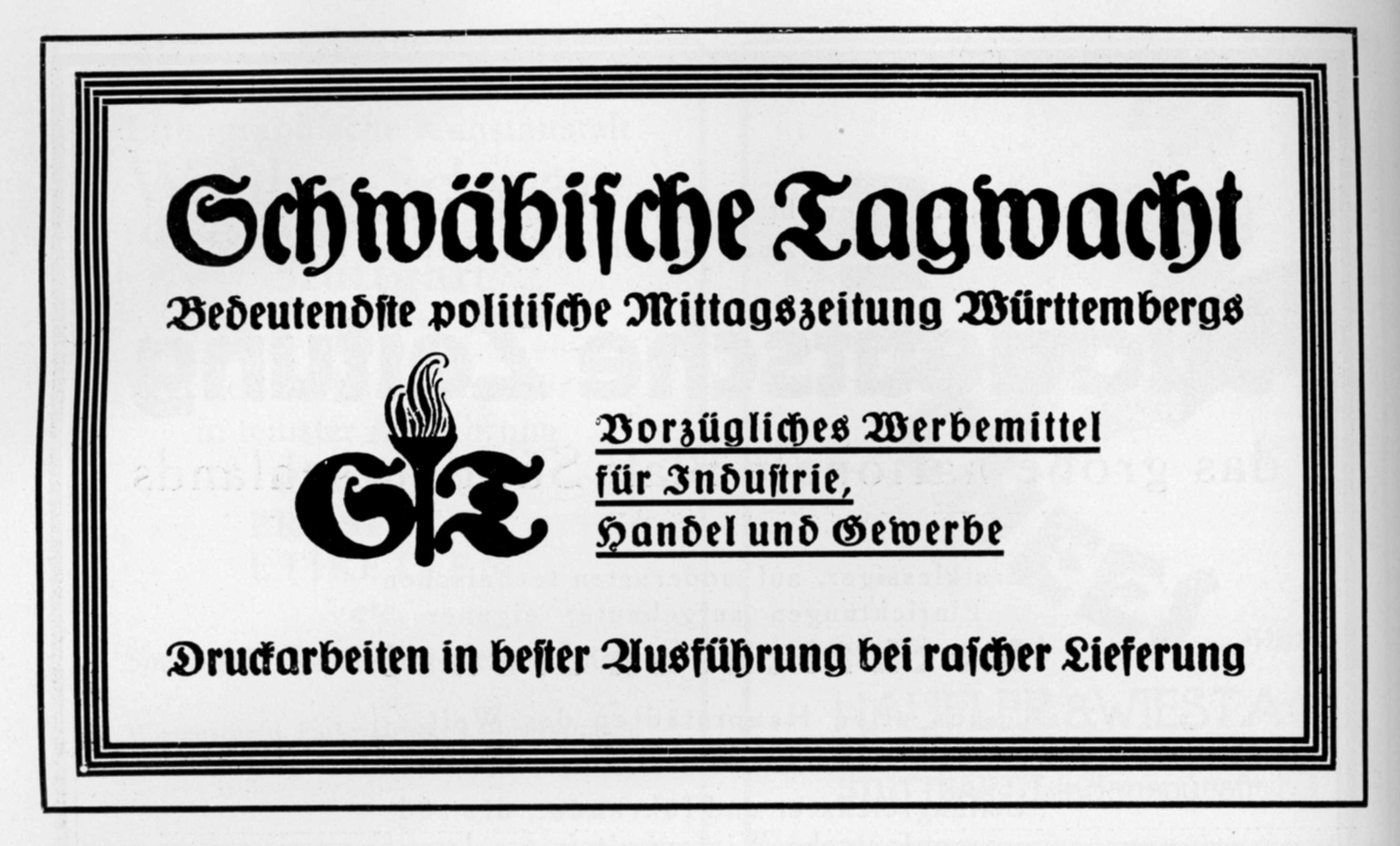
Werbeanzeige für die „Schwäbische Tagwacht“, 1925
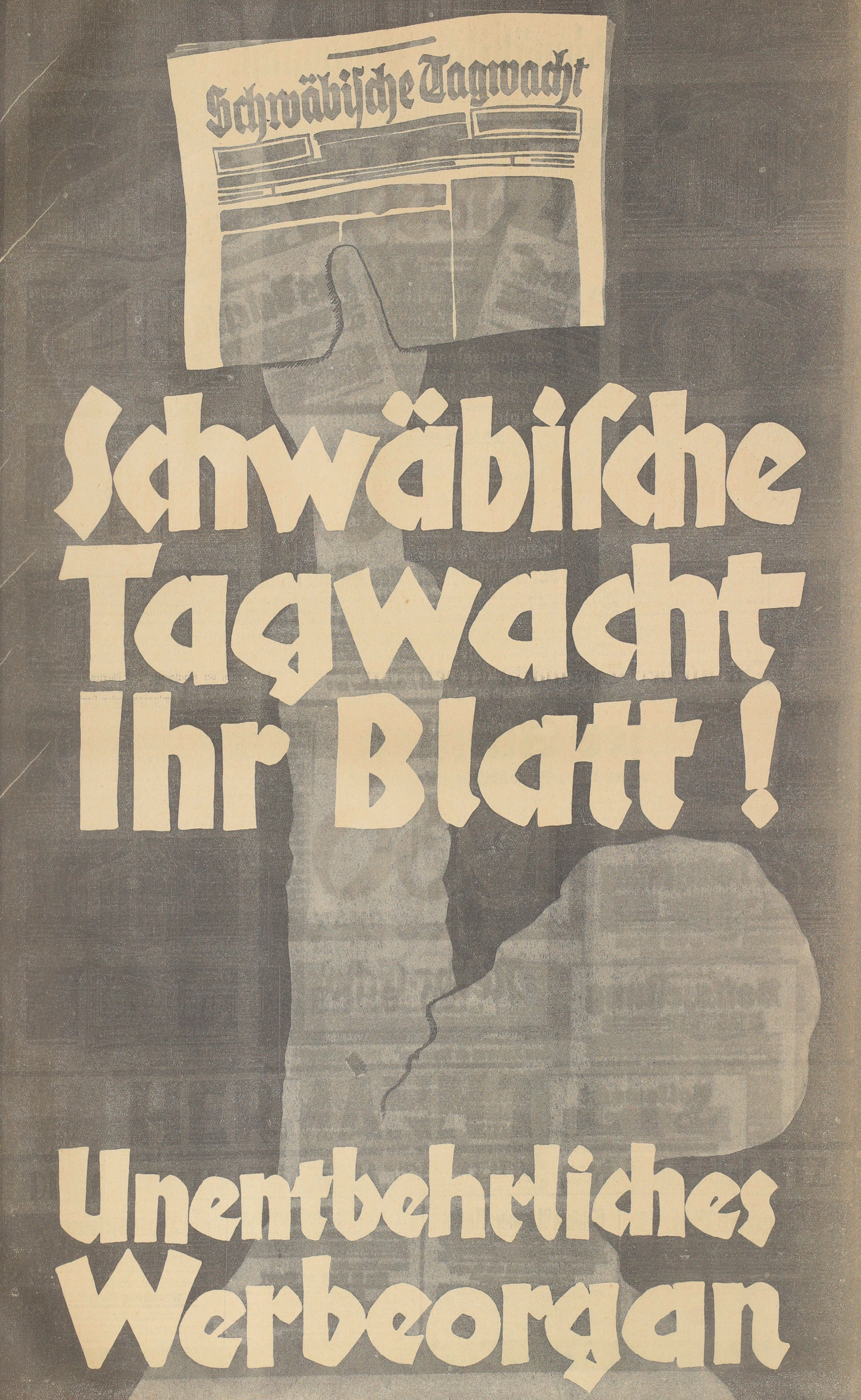
Werbeanzeige für die „Schwäbische Tagwacht“, 1930
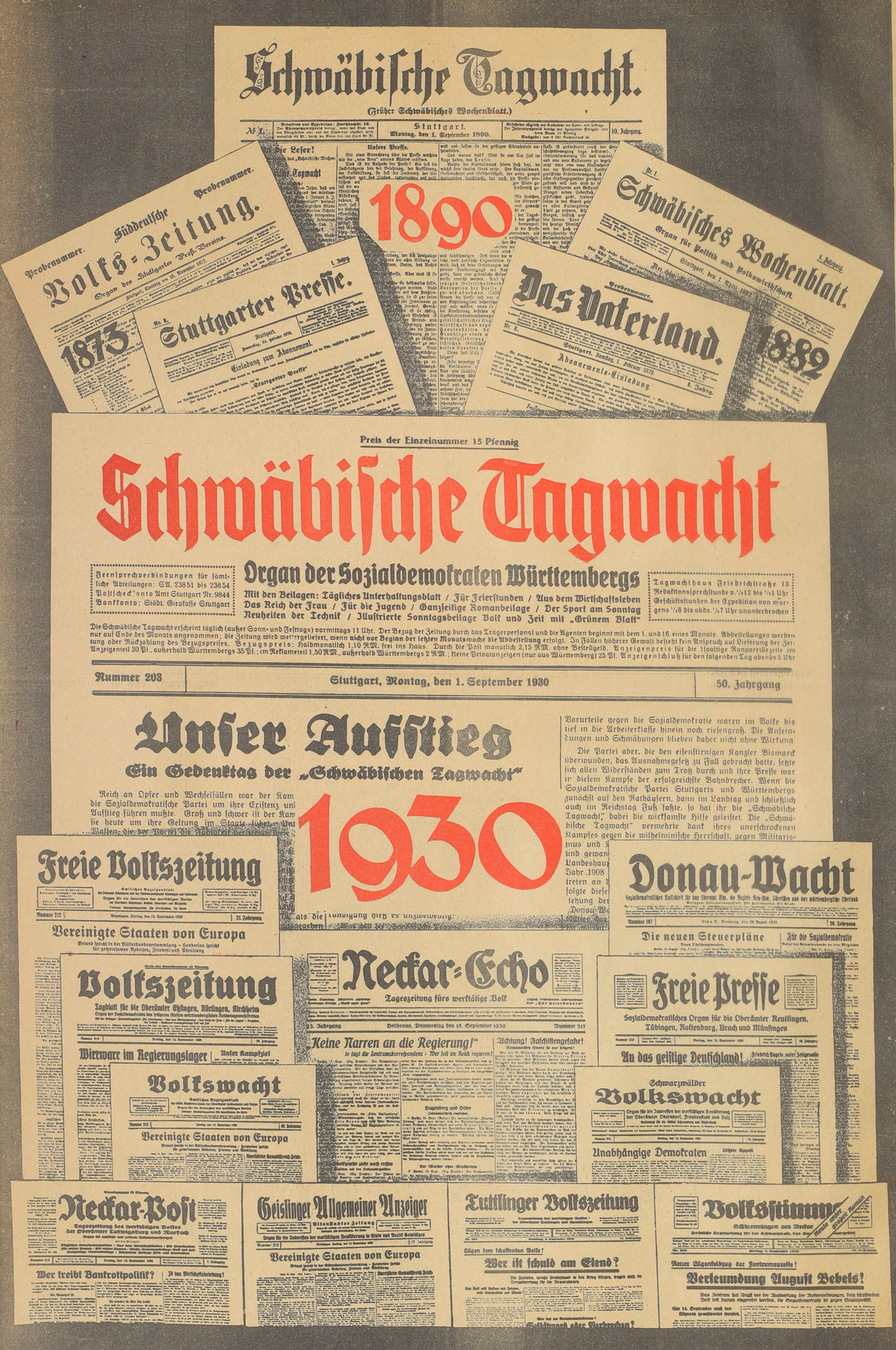
Die „Schwäbische Tagwacht“ und ihre Lokal-Ausgaben, 1930
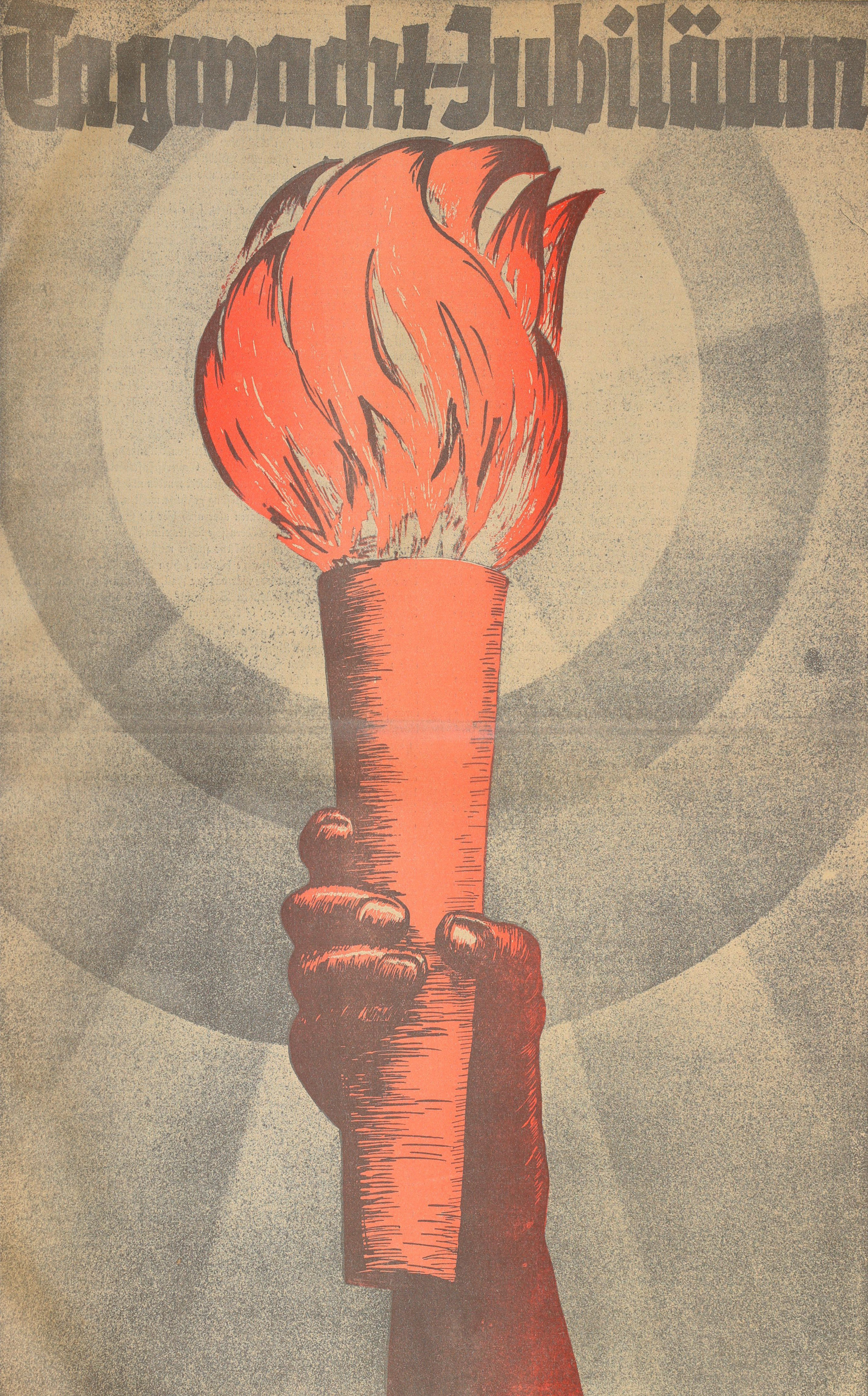
Titelseite der Jubiläums-Ausgabe der „Schwäbischen Tagwacht“ vom 4. Oktober 1930